# Run with U
Run with U is een single van de Azerbeidzjaanse band Mamagama, uitgebracht op 19 februari 2025.

## Achtergrond
Run with U is een poprocknummer, geschreven door de zanger van de band, Səfael "Asəf" Mişiyev, in samenwerking met Roman Zilianev. Beide namen zijn ook verantwoordelijk voor de productie, samen met Həsən Heydər.
Het nummer werd oorspronkelijk gecomponeerd door Mişiyev in 2009, met een volledig Azerbeidzjaanse tekst. Na zestien jaar werd het herwerkt in het Engels, met een nieuw arrangement speciaal voor het Eurovisiesongfestival. De compositie bevat rockelementen gecombineerd met traditionele klanken, waaronder het gebruik van de saz.
In een interview met Wiwibloggs verklaarde Mişiyev:
Ik voel me vereerd om Azerbeidzjan te mogen vertegenwoordigen op zo'n groot podium met onze cultuur. Ik hou diep van het land waar ik geboren ben en dit is een kans om de schoonheid en geest ervan met heel Europa te delen. Ons lied is een ware weergave van de essentie van ons land. We zijn ontzettend enthousiast en geloven dat onze inzending een blijvende indruk zal achterlaten.

## Selectieprocedure
De Azerbeidzjaanse omroep İTV koos voor een interne selectie voor het Eurovisiesongfestival 2025, zoals sinds 2015 gebruikelijk is. Uit 154 inzendingen selecteerde een internationale jury vijftien acts voor live-audities. De jury stond onder leiding van delegatiehoofd Nurlana Cəfərova en muziekproducent Eldar Qasımov, tevens winnaar van het Eurovisiesongfestival 2011.
Hoewel eerder werd bericht dat Mehin Hümbətova, de Nataone en Murad Arif de laatste drie kandidaten waren, maakte İTV op 4 februari 2025 bekend dat Mamagama Azerbeidzjan zou vertegenwoordigen op het Eurovisiesongfestival. Op 19 februari werd hun lied Run with U onthuld.

## Videoclip
De videoclip, geregisseerd door de Azerbeidzjaanse regisseur Elvin Əhmədoğlu, werd op dezelfde dag als het lied uitgebracht via het YouTube-kanaal van het Eurovisiesongfestival.

## Medewerkers
- Səfael "Asəf" Mişiyev – zang, productie
- Bəhruz "Huss" Əfəndiyev – gitaar
- Allahverdi "Arif" Qumbətli – drums
- Roman "Zee" Zilianev – productie
- Həsən Heydər – mix, mastering